# Мухаметзянов, Аклим Касимович
Аклим Касимович Мухаметзянов (1930—2004) — советский и российский деятель нефтяной промышленности. Генеральный директор объединения «Татнефть» (1980—1990). Депутат Совета Союза Верховного Совета СССР 11 созыва (1984—1989) от Татарской АССР. Депутат Верховного Совета Татарской АССР.

## Биография
Родился 14 февраля 1930 года в селе Тимяшево Лениногорского района Татарской АССР. Трудовую деятельность начал в 1946 году учителем Тимяшевской семилетней школы.
С 1949 года трудовая биография А. К. Мухаметзянова неразрывно связана с нефтяной и газовой промышленностью республики и страны, где он прошел путь от оператора до генерального директора ПО «Татнефть». В 1967—1979 годах последовательно руководил нефтегазодобывающими управлениями «Бавлынефть», «Лениногорскнефть» и «Прикамнефть». В 1980 году А. К. Мухаметзянов возглавил объединение «Татнефть». С его именем связана стабильная работа одного из крупнейших предприятий нефтяной отрасли страны в самые сложные годы для нефтяников республики. Под его руководством началась разработка нефтяниками Татарстана месторождений Западной Сибири. Он явился инициатором создания в составе промышленных предприятий подсобных сельских хозяйств и внедрения в них передовых технологий. В период его руководства «Татнефтью» активно осуществлялись практические программы по охране окружающей среды, за что ему была присуждена Государственная премия СССР. В 1990 году Аклим Касимович назначается заместителем министра нефтяной промышленности СССР — начальником отдела внешних связей.
Умер 21 июля 2004 года.

## Награды и звания
- орден Ленина
- орден Трудового Красного Знамени
- орден Октябрьской Революции
- медаль «За доблестный труд. В ознаменование 100-летия со дня рождения В. И. Ленина»
- Медаль «Ветеран труда»
- Государственная премия СССР (1990)
- Заслуженный работник нефтяной и газовой промышленности РСФСР
- Почётная грамота Республики Татарстан
- Почётный гражданин Елабуги
- Почётный гражданин города Бавлы